# Gerald Bennett
Gerald Bennett (* 1942 in New Jersey) ist ein US-amerikanischer Komponist.

## Leben
Bennett studierte Komposition bei Robert Moevs an der Harvard University und bei Klaus Huber an der Musik-Akademie der Stadt Basel.
Danach war er Dozent für Musiktheorie am Basler Konservatorium. Er baute das IRCAM in Paris mit auf und war von 1976 bis 1981 Abteilungsleiter für akustische und psychoakustische Forschung ebenda. Er entwickelte mit Xavier Rodet die Computersprache CHANT. Von 1981 bis 2007 war er Lehrer für Komposition und Musiktheorie an der Zürcher Hochschule der Künste (ZHdK, vormals Hochschule für Musik und Theater (HMT), vormals Musikhochschule Winterthur Zürich (MWZ), vormals Konservatorium und Musikhochschule Zürich). Er ist Mitbegründer der Confédération Internationale de la Musique Electroacoustique der UNESCO und des Schweizerischen Zentrums für Computermusik. 2005 gründete er mit Daniel Fueter das ICST (Institute for Computer Music and Sound Technology), das ein Forschungsinstitut des Departements Musik der ZHdK ist. Seit 1993 ist er Mitglied der International Electroacoustic Music Academy. Seine Werke sind bei den Tre Media Musikverlagen verlegt.